# Dudukulon
Dudukulon is een bestuurslaag in het regentschap Purworejo van de provincie Midden-Java, Indonesië. Dudukulon telt 739 inwoners (volkstelling 2010).